# Giardino Marisa Bellisario
Il giardino Marisa Bellisario è un parco urbano di Milano, sito alla periferia orientale della città.
Creato nel 1988 e dedicato nel 2007 all'imprenditrice Marisa Bellisario, ha un'area di 10 900 m², e non essendo recintato è sempre accessibile.